# Investiture de John Fitzgerald Kennedy
L'investiture de John Fitzgerald Kennedy en tant que 35e président des États-Unis a eu lieu le vendredi 20 janvier 1961. Il s'agissait du 44e Inauguration Day, la cérémonie se déroulant à Washington, D.C., marqua le début du mandat de John Kennedy et de son vice-président Lyndon B. Johnson qui devient le 37e à exercer cette fonction. Johnson lui succèdera après son assassinat à Dallas en 1963.
Kennedy a été le premier catholique à devenir président, le plus jeune élu à ce poste (alors âgé de 43 ans) remplaçant le chef d'État américain le plus âgé de l'époque Dwight D. Eisenhower et le premier président des États-Unis né au XXe siècle.

## Contexte

### Élections présidentielles de 1960

Résultats définitifs de l'élection présidentielle de 1960.

La campagne présidentielle américaine de 1960 opposait John F. Kennedy, sénateur démocrate du Massachusetts, à Richard Nixon, vice-président républicain sortant. Cette élection fut marquée par un climat de guerre froide et de tensions internes aux États-Unis, notamment sur les questions des droits civiques. Le premier débat télévisé entre les deux candidats, le 26 septembre 1960, joua un rôle déterminant dans la perception des candidats : Kennedy, jeune, charismatique et mieux préparer, fit une meilleure impression que Nixon, fatigué et mal à l’aise à l'antenne. Cette campagne fut également marquée par la question de la religion de Kennedy, catholique dans un pays majoritairement protestant. Finalement, Kennedy remporta l’élection de justesse avec 49,7 % des voix contre 49,5 % pour Nixon, mais il domina le collège électoral avec 303 grands électeurs contre 219.

### Bal pré-inaugural
La veille de l'investiture un bal pré-inaugural fut organisé à l'initiative de Frank Sinatra et de Peter Lawford à Washington, D.C. Cet événement rassemblait plusieurs personnalité du monde artistique notamment des acteurs jouant à Broadway sur le moment et fut considéré comme l'une des plus grandes fêtes jamais organisées dans l'histoire de la ville. Sinatra, éminent membre du Parti démocrate, avait pour but de rembourser la dette contractée à la suite de la campagne présidentielle. Il proposait des billets d'entrée pouvant aller jusqu'à 10 000 dollars.

### Tempête de neige de janvier 1961
À la veille de son investiture, une violente tempête de neige secoua le nord-est des États-Unis. Elle empêcha l'ancien président Herbert Hoover d'atterrir à l'aéroport national de Washington et donc d'assisster à la cérémonie.  Les chutes de neige inattendues ont provoqué le chaos et des milliers de voitures ont été bloquées ou abandonnées, déclenchant d'énormes embouteillages. Dans la soirée du 19 janvier, le corp du génie de l'armée américaine fut déployé afin de dégager les rues, avec l'aide de plus de 1 000 employés du District de Columbia et de 1 700 scouts.

### Articles annexes
- John Fitzgerald Kennedy
- Discours inaugural de John Fitzgerald Kennedy
- Investiture du président des États-Unis
- Président des États-Unis